# Phytoseius curoatus
Phytoseius curoatus är en spindeldjursart som beskrevs av Mohammad Nazeer Chaudhri. Phytoseius curoatus ingår i släktet Phytoseius och familjen Phytoseiidae. Inga underarter finns listade i Catalogue of Life.